# Праакмані
Праакмані (ест. Praakmani) — село в Естонії, входить до складу волості Орава, повіту Пилвамаа.